# Zofia Licharewa
Zofia Licharewa (ur. 14 sierpnia 1883 w Tośnie, zm. 11 października 1980 w Kętrzynie) – polska geolog, pedagog i organizatorka Muzeum im. Wojciecha Kętrzyńskiego w Kętrzynie.

## Dzieciństwo i młodość
Zofia Licharewa urodziła się w Tośnie (Rosja, petersburska gubernia) w rodzinie carskiego oficera. Jej ojciec, Aleksy Licharew, był generał majorem. Matka, Maria Gruszecka, córką pułkownika inżynierii, absolwentka Instytutu Pawłowskiego w Petersburgu (1867), pochodziła z polskiej rodziny. Zofia otrzymała staranne wykształcenie domowe. Jako córka generała majora uczestniczyła w uroczystościach koronacyjnych cara Mikołaja II. W 1904 zmarł ojciec Licharewej, który pochowany został w prawosławnym klasztorze Troicko Siergiejewskim w Petersburgu. Zofia Licharewa w 1905 zmieniła wyznanie z prawosławia na katolicyzm, od 18 czerwca 1905 należy do parafii rzymskokatolickiej pw. św. Katarzyny w Petersburgu. Zofia wstąpiła do żeńskiego klasztoru. Za zgodą Watykanu w latach 1906–1907 podjęła studia na Uniwersytecie Jagiellońskim w Krakowie, gdzie ukończyła IV i V kurs filozofii. Następnie w Petersburgu kontynuowała studia na Wyższych Kursach Żeńskich na wydziale matematyczno–fizycznym. Tam ukończyła I i II kurs fizyki z mineralogią. Licharewa znała następujące języki: angielski, francuski, łacinę, niemiecki, polski i rosyjski. Pracowała naukowo w Komitecie Geologicznym w Petersburgu i jednocześnie uczyła przyrody w petersburskim Gimnazjum Bernaskonii. W 1913 wysłana została przez Kościół katolicki do Chin. Tam pracowała jako nauczycielka w Międzynarodowym Liceum w Szanghaju. W roku 1915 wróciła do Piotrogrodu, gdzie po skończeniu kursu sióstr miłosierdzia (świadectwo nr 651 rok 1915) przy Zgromadzeniu Świętej Trójcy, podjęła pracę w Polskim Lazarecie.

## Po rewolucji
W latach 1916–1918 pracowała naukowo, angażując się jednocześnie w prace związane z ochroną zabytków. 10 lutego 1919 uczestniczyła w konferencji zorganizowanej w Pałacu Zimowym na temat potrzeby zorganizowania Muzeum Państwowego i Ochrony Zabytków Sztuki. W 1920 uczestniczyła w wyprawie zorganizowanej przez Aleksandra Ewgienjewicza Fersmana za koło podbiegunowe. Wówczas w chibińskich tundrach na półwyspie Kola odkryto złoża apatytu. Niezależnie od pracy naukowej w latach 1923 i 1924 wykładała fizykę w Polskim Technikum Pedagogicznym. W latach 1925–1929 pracowała naukowo w Komitecie Geologicznym w Leningradzie, miała też wykłady w Politechnice Rolniczej. Rosyjska Akademia umiejętności wydała jej prace: „Strontcjanit i Celestyn” oraz „Gliny rejonów północnych”. W 1929 w zastępstwie Fersmana wyjechała na konferencję naukową do Polski, w której już została.

## W Polsce do 1944
W latach 1929–1932 pracowała w Państwowym Instytucie Geologicznym w Warszawie. W 1930 prowadziła badania geologiczne na terenie województw: kieleckiego i krakowskiego. Zofia Licharewa w 1931 złożyła oświadczenie, że chce zostać obywatelką polską i zrzeka się obywatelstwa ZSRR. Przedstawiła też dowody, że jest pochodzenia polskiego. Nadanie obywatelstwa polskiego potwierdził odpowiednim dokumentem Starosta Grodzki Południowo Warszawski M. B. Podhorodeński. Od 1933 mieszkała w Krakowie, gdzie współpracowała ze Studium Słowiańskim Uniwersytetu Jagiellońskiego. Była autorką następujących opracowań: „Myśl cerkiewna starożytnej Rusi”, „O ikonografii i ikonostasie”, „Malarstwo ruskie w kościołach polskich”, „Freski w Sandomierzu”, „Stare Grodno”, „Hagia Sophia w Konstantynopolu”, „Dzieje starowierstwa rosyjskiego”, „Starowierzy w Polsce”, „Ikonografia w Nowogrodzie” i „Średniowieczne bractwo św. Zofii w Krakowie”. W 1939 zajmowała się stosunkami polsko-francuskimi w Instytucie Badań Historycznych Uniwersytetu Jagiellońskiego. Od 1940 mieszkała w powiecie suwalskim w majątku Garbaś, położonym na północ od Jeziora Garbaś. Majątek Garbaś należał do rodziny Gałdziewiczów. W październiku 1944 została ewakuowana na teren Prus ze względu na nacierającą Armię Czerwoną.

## W Kętrzynie
Dnia 27 stycznia 1945 była w Krużanach (obecnie część Kętrzyna tuż przy Kruszewcu), kiedy dotarła tam Armia Czerwona. Od 14 lutego 1945 mieszkała w miejscowości Wopławki. Od 15 maja 1945 jest zatrudniona jako pracownik Referatu Kultury Starostwa Powiatowego w Rastemborku. W tym czasie stara się zabezpieczyć jak najwięcej dóbr kultury w mieście i w opuszczonych majątkach ziemskich – tych, w których nie gospodarowali administratorzy Armii Czerwonej. W gromadzeniu dzieł sztuki ma groźnego konkurenta, ekipę NKWD, która swoje zbiory gromadzi w budynku obecnej poczty w Kętrzynie.
Jako pierwsza dotarła w październiku 1945 do opuszczonego przez Armię Czerwoną Karolewa. Tam w kościele zamienionym na magazyn odnalazła część zbiorów z „Prussia Museum” w Królewcu. W 1946 organizowała Muzeum w Kętrzynie zlokalizowane wówczas w budynku dawnego więzienia (między ratuszem a kościołem św. Katarzyny). Dzięki Licharewej ocalały mury obronne starego miasta – miały być rozebrane na cegłę. Zofia Licharewa skończyła swoją pracę zawodową w lutym 1964 jako kustosz założonego przez siebie Muzeum. Miała wówczas 81 lat.
Zofia Licharewa jest autorką monografii „Kętrzyn. Z dziejów miasta i powiatu” wyd. „Pojezierze”, Olsztyn 1962.
Działające w Kętrzynie Towarzystwo Miłośników Ziemi Kętrzyńskiej nosi jej imię.